# 1915 en science
| Années de la science : 1912 - 1913 - 1914 - 1915 - 1916 - 1917 - 1918    |
| Décennies de la science : 1880 - 1890 - 1900 - 1910 - 1920 - 1930 - 1940 |

Cet article présente les faits marquants de l'année 1915 en science.

## Événements

### Sciences de la vie
- 15 avril : dans un article intitulé Pseudomonas citri, the cause of Citrus canker, publié dans le Journal of Agricultural Research, Clara H. Hasse identifie la cause du chancre des agrumes[1].

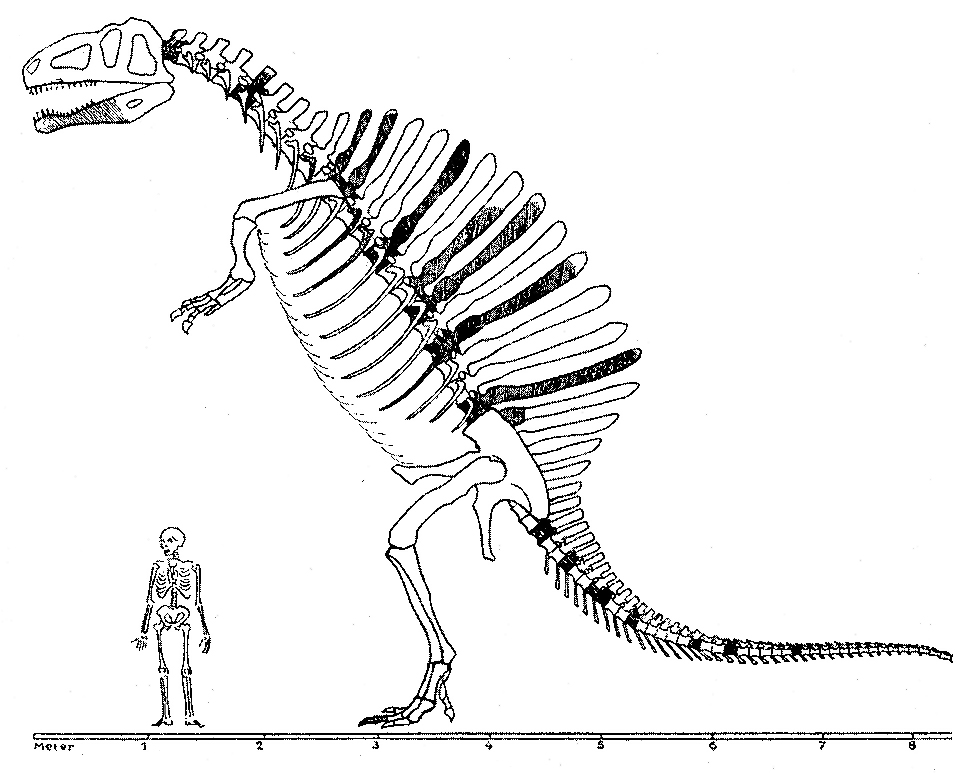
Spinosaurus, illustration par Ernst Stromer, 1915.

- 6 novembre : le paléontologue allemand Ernst Stromer identifie le Spinosaurus, un nouveau dinosaure découvert en Égypte, en présentant ses travaux devant l'Académie royale des sciences de Bavière[2].

- 4 décembre : le bactériologiste britannique Frederick Twort publie dans The Lancet un article intitulé « Investigation and the nature of ultra-microscopique viruses » qui annonce sa découverte des bactériophages[3].

### Sciences physiques
- Avril : le chimiste britannique Chaïm Weizmann met au point un procédé de synthèse de l’acétone à partir de l'amidon, agent nécessaire à la fabrication des explosifs (cordite)[4]. Ce procédé assure 10 % des besoins britanniques pendant la guerre, ce qui confère à Weizmann une grande notoriété dans les milieux politique et militaire britanniques.
- 30 juillet : l'astronome britannique Robert Innes découvre Proxima Centauri, la plus proche étoile du système solaire[5].

- Août : les chimistes britanniques Frederick Soddy et Ada Hitchins publient la première preuve expérimentale directe que le radium est formé par la désintégration de l'uranium[6].

- 25 novembre : Albert Einstein communique à l'Académie royale des sciences de Prusse une théorie de la gravité dite relativité générale[7].

- 22 décembre : l'astronome allemand Karl Schwarzschild annonce sa découverte de la métrique de Schwarzschild dans deux lettres adressées à Albert Einstein et à Arnold Sommerfeld[8]. C'est la première solution exacte à l'équation du champ gravitationnel d'Albert Einstein.

- L'ingénieur et mathématicien biélorusse Boris Galerkine publie un article où il propose d'utiliser une méthode variationnelle pour le calcul des treillis[9].

## Publications
- Thomas Hunt Morgan : Mechanism of Mendelian Heredity.
- Reginald Punnett : Mimicry in Butterflies. Cambridge University Press.
- Edgar Rubin : Synsoplevede Figurer. Thèse de doctorat qui présente une description détaillée de la perception figure-fond.
- Alfred Wegener : Die Entstehung der Kontinente und Ozeane (La Genèse des océans et des continents : théories des translations continentales). Théorie de la dérive des continents.

## Prix
- Prix Nobel

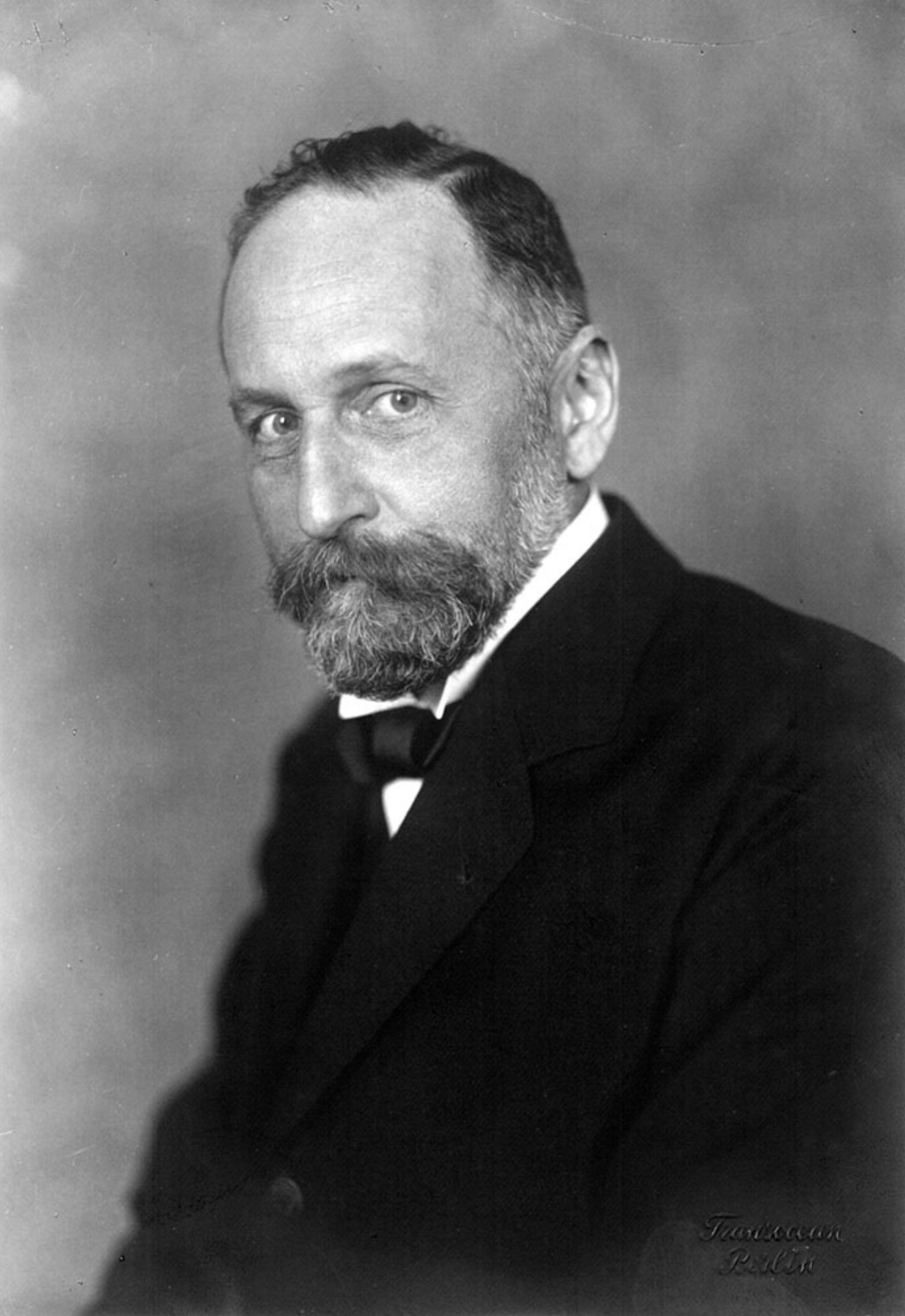
Richard Willstätter

  - Physique : William Henry Bragg, William Lawrence Bragg
  - Chimie : Richard Willstätter (allemand)
  - Physiologie ou médecine : non décerné

- Médailles de la Royal Society
  - Médaille Copley : Ivan Pavlov
  - Médaille Davy : Paul Sabatier
  - Médaille Hughes : Paul Langevin
  - Médaille royale : William Halse Rivers Rivers, Joseph Larmor

- Médailles de la Geological Society of London
  - Médaille Lyell : Edmund Johnston Garwood
  - Médaille Murchison : William Whitehead Watts
  - Médaille Wollaston : Edgeworth David

- Prix Jules-Janssen (astronomie) : non décerné
- Médaille Bruce (Astronomie) : William Wallace Campbell
- Médaille Linnéenne : Joseph Henry Maiden

## Naissances

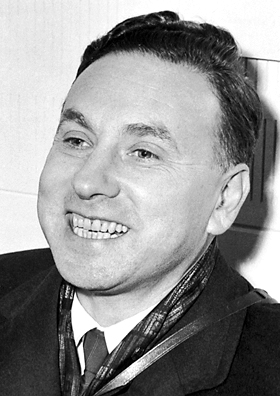
Robert Hofstadter

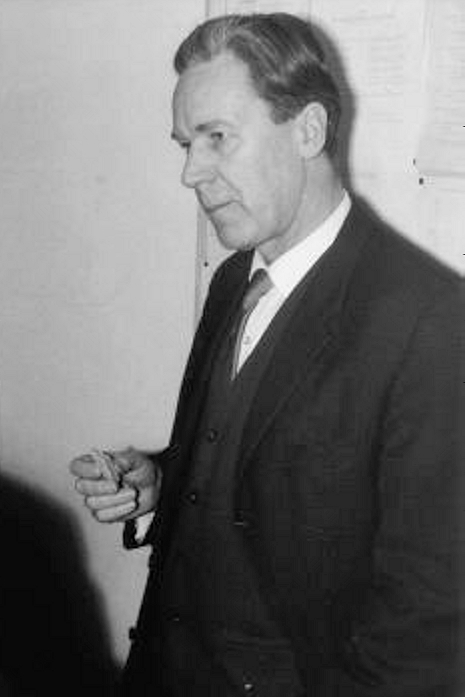
Paul Lorenzen

- 3 janvier : François Daumas (mort en 1984), égyptologue français.
- 6 janvier : Liisi Oterma (morte en 2001), astronome finlandaise.
- 10 janvier : Pierre Piganiol (mort en 2007), chimiste français.
- 12 janvier : Richard Evans Schultes (mort en 2001), botaniste américain. Il est considéré comme un des pères de l'ethnobotanique.
- 14 janvier : Heinz Brücher (mort en 1991), botaniste-généticien.
- 30 janvier : Horst Feistel (mort en 1990), cryptographe américain d'origine allemande.
- 31 janvier : Alan Lomax (mort en 2002), ethnomusicologue américain.

- 5 février : Robert Hofstadter (mort en 1990), physicien américain, prix Nobel de physique en 1961.
- 21 février : Evgueni Lifchits (mort en 1985), physicien et mathématicien russe.
- 25 février : Ievgueni Maleïev (mort en 1966), paléontologue russe.
- 28 février : Peter Medawar (mort en 1987), physicien britannique d'origine brésilienne, prix Nobel de physique en 1960.
- 11 mars : Joseph Carl Robnett Licklider (mort en 1967), informaticien américain.

- 5 mai : François Ellenberger (mort en 2000), géologue français.

- 3 juin : Yehoshua Bar-Hillel (mort en 1975), philosophe, linguiste et mathématicien israélien.
- 10 juin : René Joffroy (mort en 1986), archéologue français.
- 16 juin : John Tukey (mort en 2000), statisticien américain.
- 21 juin : Wilhelm Gliese (mort en 1993), astronome allemand.
- 23 juin : Jane Hamilton Hall (morte en 1981), physicienne américaine.
- 24 juin : Fred Hoyle (mort en 2001), astronome et auteur de science-fiction.
- 27 juin : John Gregory Hawkes (mort en 2007), botaniste britannique.

- 1er juillet :
  - Bernhard Grdseloff (mort en 1950), égyptologue polonais.
  - Hermann Vetters (mort en 1993), archéologue classique autrichien.
- 8 juillet : Kenneth O. May (mort en 1977), mathématicien et historien des mathématiques américain.
- 12 juillet : Guglielmo Maetzke (mort en 2008), archéologue et étruscologue italien.
- 13 juillet : Kaoru Ishikawa (mort en 1989), ingénieur chimiste japonais.
- 28 juillet : Charles Townes, physicien américain, prix Nobel de physique en 1964.

- 3 août : Arthur Birch (mort en 1995), chimiste australien.
- 22 août : Albert Bruylants (mort en 1990), chimiste belge.
- 27 août : Norman Foster Ramsey, physicien américain, prix Nobel de physique en 1989.
- 8 septembre : Yehoshua Bar-Hillel (mort en 1975), philosophe, linguiste et mathématicien israélien.
- 23 septembre : Clifford Shull (mort en 2001), prix Nobel de physique en 1994.

- 17 octobre : Frits Böttcher (mort en 2008), professeur de chimie physique néerlandais.

- 11 novembre : Ben Gascoigne (mort en 2010), astronome australien né en Nouvelle-Zélande.
- 19 novembre : Earl Wilbur Sutherland Jr. (mort en 1974), physiologiste américain, prix Nobel de physiologie ou médecine en 1971.
- 30 novembre : Henry Taube (mort en 2005), prix Nobel de chimie en 1983.

- 3 décembre : Juan Maluquer de Motes (mort en 1988), historien et archéologue espagnol.

## Décès

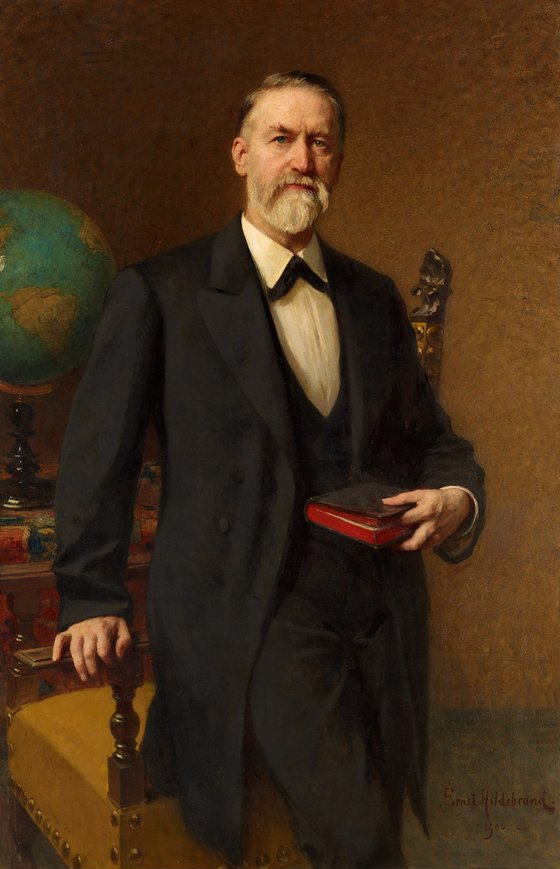
Arthur Auwers

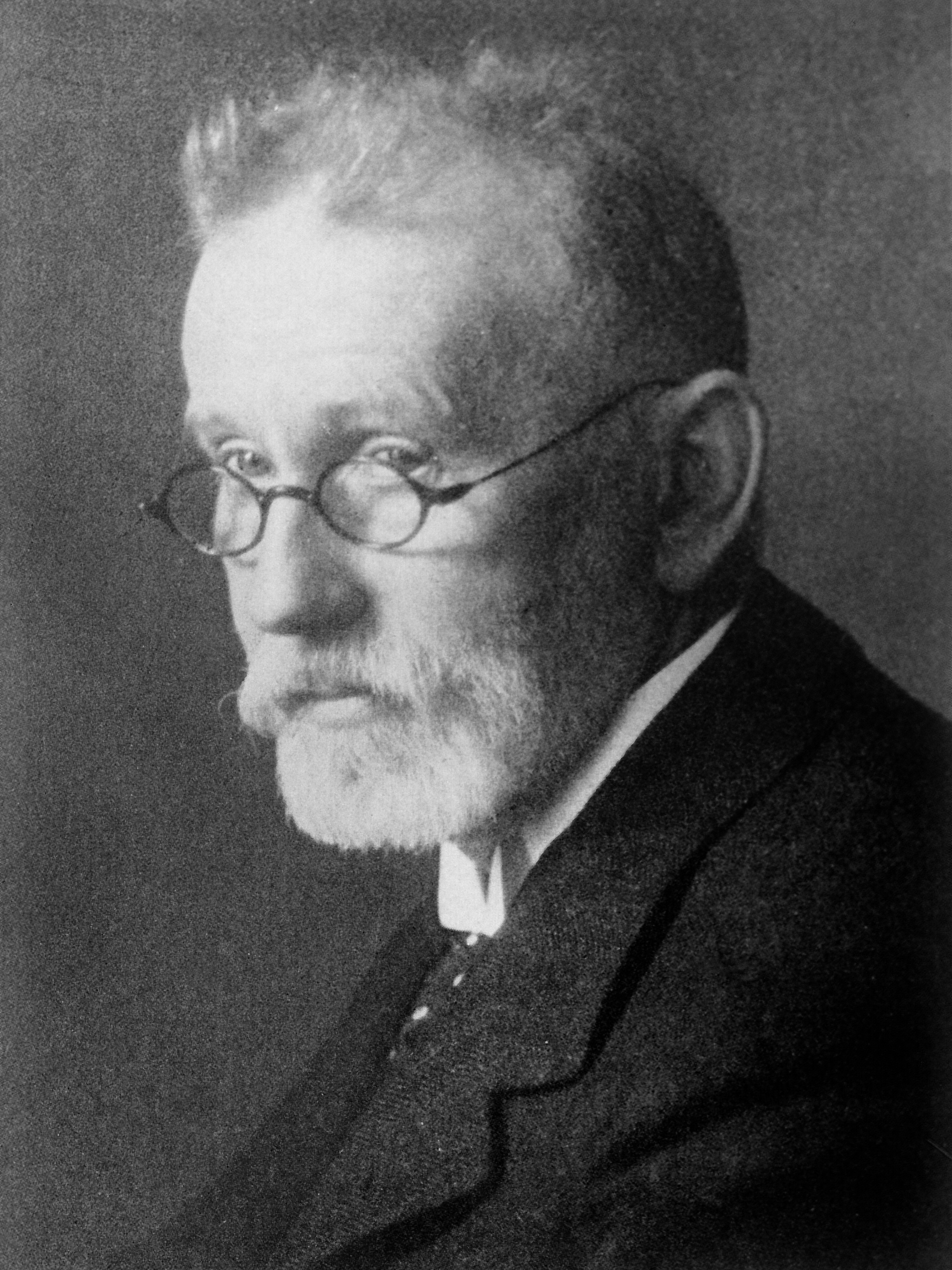
Paul Ehrlich

- 8 janvier : Eugène Grébaut (né en 1846), égyptologue français.
- 11 janvier : Katharine Coman (née en 1827), statisticienne américaine.
- 12 janvier : Émile Amélineau (né en 1850), architecte, archéologue et égyptologue français.
- 15 janvier : Nikolaï Oumov (né en 1846), physicien, mathématicien et philosophe russe.
- 24 janvier : Arthur Auwers (né en 1838), astronome allemand.

- 15 février : Émile Hilaire Amagat (né en 1841), physicien français.
- 23 février : Theodore Monroe Davis (né en 1837), financier et mécène américain.

- 15 mars : Karol Olszewski, mathématicien, physicien et chimiste polonais.
- 21 mars : Frederick Winslow Taylor (né en 1856), ingénieur américain.
- 24 mars : Karol Olszewski (né en 1846), mathématicien, physicien et chimiste polonais.

- 9 avril : Friedrich Loeffler (né en 1852), médecin allemand.
- 13 avril : Robert Hertz (né en 1881), anthropologue français.
- 16 avril : Richard Lydekker (né en 1849), géologue, paléontologue et mammalogiste britannique.

- 2 mai : Clara Immerwahr, chimiste allemande (née en 1870).

- 6 juin : James Eccles (né en 1838), géologue et alpiniste anglais.

- 5 juillet : Emil Rudolph (né en 1853), sismologue et volcanologue allemand, professeur de géophysique à l'université de Strasbourg.

- 10 août : Henry Moseley (né en 1887), physicien britannique.
- 14 août : Frederic Ward Putnam (né en 1839), ichtyologiste, naturaliste, archéologue et administrateur américain.
- 20 août : Paul Ehrlich (né en 1854), biologiste allemand, prix Nobel de physiologie ou médecine en 1908.
- 31 août : Carl Theodor Albrecht (né en 1843), astronome allemand.

- 8 septembre : Hugo Schiff (né en 1834), chimiste allemand.

- 6 octobre : Oskar Piloty (né en 1866), chimiste allemand.
- 7 octobre : Friedrich Hasenöhrl (né en 1874), physicien autrichien.
- 11 octobre : Jean-Henri Fabre (né en 1823), naturaliste français.
- 22 octobre : Andrew Noble (né en 1831), artilleur et balisticien écossais.
- 24 octobre : Désiré Charnay (né en 1828), explorateur, archéologue et photographe français.

- 28 novembre : Henry Eeles Dresser (né en 1838), ornithologue britannique.

- 18 décembre : Henry Enfield Roscoe (né en 1833), chimiste britannique.
- 19 décembre : Aloïs Alzheimer (né en 1864), neuropathologiste allemand.
- 22 décembre : Daniel Giraud Elliot (né en 1835), zoologiste américain.
- 25 décembre : Michel Mourlon (né en 1845), géologue et paléontologue belge.